# The Highest Law
The Highest Law er en amerikansk stumfilm fra 1921 af Ralph Ince.

## Medvirkende
- Ralph Ince som Abraham Lincoln
- Robert Agnew som Bobby Goodwin
- Margaret Seddon som Mrs. Goodwin
- Aleen Burr
- Cecil Crawford som Tad